# Isopachys
Isopachys es un género de lagartos perteneciente a la familia Scincidae. Se distribuyen por Birmania y Tailandia.

## Especies
Según The Reptile Database:
- Isopachys anguinoides (Boulenger, 1914)
- Isopachys borealis Lang & Böhme, 1990
- Isopachys gyldenstolpei Lönnberg, 1916
- Isopachys roulei (Angel, 1920)